# Super Bowl XXIX
A Super Bowl XXIX az 1994-es NFL-szezon döntője volt. A mérkőzést a Joe Robbie Stadionban játszották Miamiben 1995. január 29-én. A mérkőzést a San Francisco 49ers nyerte.
A televíziós 30 másodperces reklám költsége átlépte az egymillió dollárt.

## A döntő résztvevői
A San Francisco 49ers az alapszakaszban 13–3-as teljesítménnyel zárt, és az NFC első kiemeltjeként jutott a rájátszásba. Erőnyerőként csak a konferencia-elődöntőben kapcsolódott be a rájátszásba, ahol otthon a Chicago Bears-t verte, később a konferencia-döntőben szintén hazai pályán a címvédő Dallas Cowboys ellen győzött. A 49ers ezt megelőzően négyszer játszott Super Bowlt, mindet meg is nyerte.
A San Diego Chargers az alapszakaszban 11–5-ös teljesítménnyel végzett, így az AFC második kiemeltjeként került a rájátszásba. Erőnyerőként a Chargers is csak a konferencia-elődöntőben játszott először. Hazai pályán a Miami Dolphins-t győzte le egy ponttal, 22–21-re, majd a konferencia-döntőben idegenben az első helyen kiemelt Pittsburgh Steelers ellen győzött. A Chargers először játszott a Super Bowlért.

## A mérkőzés
A San Francisco 49ers 49–26-ra nyerte a mérkőzést. A Super Bowl-ok történetében máig ezen a mérkőzésen volt a legtöbb pont (75), és a legtöbb touchdown (10). A 49ers ötödjére nyerte meg a Super Bowlt. A legértékesebb játékos a 49ers irányítója, Steve Young lett.
A Chargers volt az első csapat a Super Bowl történetében, amelynek sikeres kétpontos kísérlete volt. Ez volt az első szezon, amelyben a kétpontos kísérlet megengedett volt.
| N | Idő   | Drive | Drive | Drive     | Csapat   | Play leírása                                                                           | Pont     | Pont  |
| N | Idő   | Play  | Yard  | Időtartam | Csapat   | Play leírása                                                                           | Chargers | 49ers |
| - | ----- | ----- | ----- | --------- | -------- | -------------------------------------------------------------------------------------- | -------- | ----- |
| 1 | 13:36 | 3     | 59    | 1:24      | 49ers    | Touchdown. Jerry Rice 44 yardos átadás Steve Young-tól, Doug Brien jutalomrúgás.       | 0        | 7     |
| 1 | 10:05 | 4     | 79    | 1:53      | 49ers    | Touchdown. Ricky Watters 51 yardos átadás Steve Young-tól, Doug Brien jutalomrúgás.    | 0        | 14    |
| 1 | 2:44  | 13    | 78    | 7:21      | Chargers | Touchdown. Natrone Means 1 yardos futás, John Carney jutalomrúgás.                     | 7        | 14    |
|   |       |       |       |           |          |                                                                                        |          |       |
| 2 | 13:02 | 10    | 70    | 4:42      | 49ers    | Touchdown. William Floyd 5 yardos átadás Steve Young-tól, Doug Brien jutalomrúgás.     | 7        | 21    |
| 2 | 4:44  | 9     | 49    | 4:51      | 49ers    | Touchdown. Ricky Watters 8 yardos átadás Steve Young-tól, Doug Brien jutalomrúgás.     | 7        | 28    |
| 2 | 1:44  | 7     | 62    | 3:00      | Chargers | Mezőnygól. John Carney 31 yardról.                                                     | 10       | 28    |
|   |       |       |       |           |          |                                                                                        |          |       |
| 3 | 9:35  | 7     | 62    | 3:45      | 49ers    | Touchdown. Ricky Watters 9 yardos futás, Doug Brien jutalomrúgás.                      | 10       | 35    |
| 3 | 3:18  | 10    | 67    | 4:07      | 49ers    | Touchdown. Jerry Rice 15 yardos átadás Steve Young-tól, Doug Brien jutalomrúgás.       | 10       | 42    |
| 3 | 3:01  | –     | –     | –         | Chargers | Touchdown. Andre Coleman 98 yardos kickoff-visszahordás, sikeres kétpontos kíséret.    | 18       | 42    |
|   |       |       |       |           |          |                                                                                        |          |       |
| 4 | 13:49 | 6     | 32    | 1:19      | 49ers    | Touchdown. Jerry Rice 7 yardos átadás Steve Young-tól, Doug Brien jutalomrúgás.        | 18       | 49    |
| 4 | 2:25  | 8     | 67    | 1:56      | Chargers | Touchdown. Tony Martin 30 yardos átadás Stan Humphries-tól, sikeres kétpontos kíséret. | 26       | 49    |